# Mouvement maintenant
Le Mouvement maintenant (en finnois : Liike Nyt, en suédois : Rörelse nu) est un parti politique finlandais d’inspiration libérale, fondé en 2018 d’une scission du Parti de la coalition nationale. Son chef est Hjallis Harkimo, élu seul député du mouvement en avril 2019.